# North Apollo
North Apollo és una població dels Estats Units a l'estat de Pennsilvània. Segons el cens del 2000 tenia 1.426 habitants.

## Demografia
Segons el cens del 2000, North Apollo tenia 1.426 habitants, 583 habitatges, i 430 famílies. La densitat de població era de 1.019,6 habitants/km².
Dels 583 habitatges en un 31,9% hi vivien nens de menys de 18 anys, en un 57,1% hi vivien parelles casades, en un 12,9% dones solteres, i en un 26,2% no eren unitats familiars. En el 24% dels habitatges hi vivien persones soles el 15,3% de les quals corresponia a persones de 65 anys o més que vivien soles. El nombre mitjà de persones vivint en cada habitatge era de 2,45 i el nombre mitjà de persones que vivien en cada família era de 2,89.
Per edats la població es repartia de la següent manera: un 24,3% tenia menys de 18 anys, un 6,7% entre 18 i 24, un 27,8% entre 25 i 44, un 21,9% de 45 a 60 i un 19,4% 65 anys o més.
L'edat mediana era de 41 anys. Per cada 100 dones de 18 o més anys hi havia 86,5 homes.
La renda mediana per habitatge era de 30.417 $ i la renda mediana per família de 35.789 $. Els homes tenien una renda mediana de 31.905 $ mentre que les dones 20.333 $. La renda per capita de la població era de 14.025 $. Entorn del 12,1% de les famílies i el 13,5% de la població estaven per davall del llindar de pobresa.

## Poblacions més properes
El següent diagrama mostra les poblacions més properes.